# Huguette de Broqueville
 (octobre 2023).
Si vous disposez d'ouvrages ou d'articles de référence ou si vous connaissez des sites web de qualité traitant du thème abordé ici, merci de compléter l'article en donnant les références utiles à sa vérifiabilité et en les liant à la section « Notes et références ».
Pour les articles homonymes, voir De Broqueville.
Huguette de Broqueville, née le 13 juillet 1931 à Rochefort en Belgique et décédée le 10 novembre 2015 à Woluwe-Saint-Lambert, est une romancière, essayiste et journaliste belge de langue française.

## Biographie
Huguette de Broqueville reste très discrète sur elle-même. Ainsi on peut lire sur son site Internet : « Lors de la parution, chez Calmann-Lévy, de mon premier roman, On ne répond pas à un crapaud, un journaliste m'a invité à parler de moi. Je suis restée sans voix ».
Elle est présidente du PEN club francophone de Belgique et du Comité des Écrivains emprisonnés pour délit d’opinion, et membre du PEN club français. Elle est vice-présidente du CIDMY (Centre International de  Documentation Marguerite Yourcenar). Elle est membre du Jury du Parlement de la Communauté française et du Jury de la Ville de Tournai. Elle est membre du Jury du Prix Simone Veil depuis 2012.
Elle est aussi journaliste d’opinion. À travers son essai, L'étrange volupté de la mathématique  littéraire, elle a analysé lors de plusieurs colloques la "Petite cosmogonie portative" de Raymond Queneau. Huguette de Broqueville organise un colloque sur l'Illusion, en 1989, à Calaceité en Espagne. Elle participe à de nombreux colloques Cerisy-la-Salle, en France. En octobre 2014, elle organise le colloque international intitulé "Écrits de Guerre 1914-1918" à Bruxelles dans le cadre des Commémorations du centenaire de la Guerre 14-18.

## Œuvres
- On ne répond pas à un crapaud, éd. Calmann Levy, 1968.
- L'étrange volupté de la mathématique littéraire, essai, éd. Jacques   Antoine, Bruxelles, 1983, (brevet no 776.587)
- Uraho ? Es-tu toujours vivant, Préface de Pierre de Boisdeffre, éd. Mols, 1997.
- Dubla ispita sau patimile dupa Alexis (La double tentation ou la passion selon Alexis), trad. par Dan-Cristian Carciumaru, édititura Universalia, Bucarest, 2000.
- La séduction du souffle, livre d’artiste, encre d’Alain Tasso, éd. Les Blés d’or, Beyrouth, 2000.
- Paris Trompe-l'œil, des artistes dans la ville, en collaboration   avec la photographe française Sophie Masson, éd. Somogy, Paris, 2001.
- Lydia, l’éclat de l’inachevé, roman, éd. Michel de Maule, Paris, 2007.
- Tentation, roman, éd. Michel de Maule, Paris, 2009.
- Les indignations de la bécasse, chroniques du 21e siècle, éd. Michel de Maule, Paris, octobre 2011
- Lydia della Faille de Leverghem : Le journal de la jeune Lydia 1913-1914, Préfacé, commenté et annoté par Huguette de Broqueville, Paris, Michel de Maule, 2014.

## Textes
- Der Aristokrat, in « Moderne Erzahler der Welt », Horst Erdmann Verlag, R.F.A., 1978
- Interview 1985  in La Belgique Malgré tout, littérature 1980, éditions de l’Université de Bruxelles, 1980.
- La Peur, in the voice of writer, in the Japan P.E.N. Club, Tokyo, 1984.
- Le joyeux désir in Figuration de l’absence, éd. Noésis, 1985.
- Le néant travesti, in Sinn und Sinn-Bild, Verlag Peter Lang, 1987.
- Le nous androgyne et fabuleux de l’écriture, in L’Androgyne dans la littérature, "Les cahiers de l’hermétisme", éd. Albin Michel 1990.
- Le seul péché qui ne fait pas plaisir, in La Jalousie, éd. L'Harmattan, 1996.
- Belgique : double culture, imaginaire pluriel, in Europe Plurilingue, éd. Arles, 1998.
- Court traité de l’indignation, in Europe plurilingue no 19, éd. Arles, 2000.
- La bécasse, série, in revue Marginales, 2001-2011.
- Et la douleur des mères ?, in Revue générale, 2004.
- Lettre ouverte à Pierre Mertens, in Revue générale, mars 2006.
- Une pléiade de romans, Queneau aux enchères à Bruxelles, in Les Amis de Valentin Bru (AVB), 2007.
- Démocratie, le ni ci ni ça du diable, in Revue générale, 2007.
- La bonne odeur des rides, in Le non-dit, no 80/81, septembre 2008.
- Journaux de deux petites filles pendant la guerre, in Les moments littéraires, no 15, 2006.
- Le journal de Lydia, in Les Moments Littéraires, no 21, 2009.
- Coraly Pirmez, journal, in Les moments Littéraires no 25, 2011.
- Chronique décalée d'un colloque, in Belien im Fokus, tome 4, chutes et écartèlements : l’œuvre de Pierre Mertens, Ed. Peter Lang, Francfort, 2013.
- Écrits de guerre in Heroisches Elend - Misère de l'éroïsme - Heroic Misery, Ed. Peter Lang, 2014.

## Prix et distinctions
- Prix des Scriptores Christiani, 1998 pour Uraho ? Es-tu toujours vivant, en 1998.
- Prix Henri Davignon de l'Académie royale de langue et de littérature françaises de Belgique pour Uraho ? Es-tu toujours vivant, en 2000.
- Finaliste du prix littéraire de l'armée de terre - Erwan Bergot pour Lydia, l'éclat de l'inachevé, en 2008
- Prix Félix Denayer de l'Académie royale de langue et de littérature françaises de Belgique pour Lydia, l'éclat de l'inachevé en 2008.